# مقاطعة رينفيل (مينيسوتا)
مقاطعة رينفيل (بالإنجليزية: Renville County)‏ وهي إحدى مقاطعات ولاية مينيسوتا في الولايات المتحدة الأمريكية.